# Ito Sukeyuki

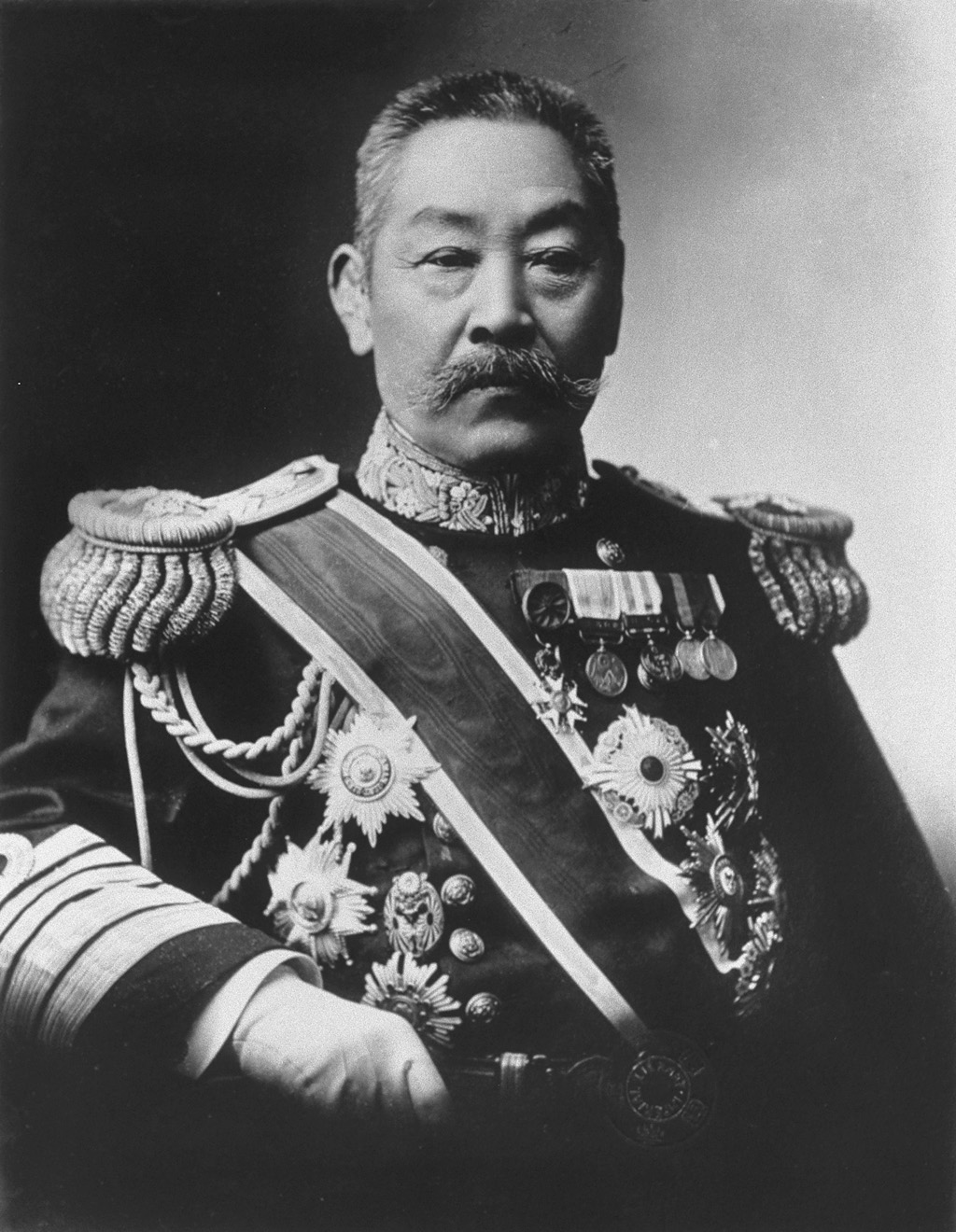

Ito Sukeyuki, född 1843, död 1914, var en japansk sjömilitär.
Ito Sukeyuki blev officer 1868, konteramiral 1886, viceamiral 1898 och storamiral 1905. Som styresman över marinakademin och befälhavare för örlogsstationen Yokosuka nedlade Ito Sukeyuki ett energiskt arbete på japanska flottans utveckling och blev 1894 högste befälhavare över sjöstridskrafterna under första kinesisk-japanska kriget. 17 september 1894 besegrade han den kinesiska flotta i slaget vid Yalu och vann därmed herraväldet till sjöss. Under rysk-japanska kriget var Ito Sukeyuki marinstabschef. Han blev greve 1907.